# Gea de Albarracín
Gea de Albarracín là một đô thị trong tỉnh Teruel, Aragon, Tây Ban Nha. Theo điều tra dân số 2004 (INE), đô thị này có dân số là 434 người.
Bản mẫu:Municipalities năm Teruel